# توفيق بكار (ناقد)
توفيق بكار (1927 - 24 أبريل 2017) هو ناقد أدبي تونسي وأستاذ جامعي في اللغة العربية.
من مؤسسي الجامعة التونسية واحد أبرز أعمدتها كاتب وناقد فضله كبير على الساحة الأدبية في تونس وعلى عديد الكتاب الروائيين ودور النشر
وقد طبع بفكره وأسلوب نقده الرواية التونسية بصفة عامة وهو شخصية الأدب التونسي وأستاذ الأجيال منذ بدا ينقد الكتب ويكتب تقديم اغلب روايات سلسلة عيون
المعاصرة التي تصدر عن دار الجنوب النشر.
ساهم بكار في ظهور النقد الأدبي في تونس وفي التعريف بالأثر التونسي وخاصة بكتابات محمود المسعدي. وكانت آخر كلماته في حفل تكريم على شرفه سنة 2014، قال بكار «أوصيكم خيرا باللغة العربية.»
توفي توفيق بكار يوم 24 أبريل 2017 بتونس بعد صراع مع المرض.

## مؤلفاته
- شعريات عربية، الجزء الأول، دار الجنوب للنشر، 1996
- قصصيّات عربيّة، دار الجنوب.
- ترجمة رواية «مولد النسيان» لمحمود المسعدي للغة العربية، تحت عنوان La Genèse de l'oubli
- تقديم كتب سلسلة «عيون المعاصرة» عن دار الجنوب